# Archer Daniels Midland
Archer Daniels Midland Company — международная агропромышленная корпорация. Штаб-квартира расположена в Чикаго, штат Иллинойс, США.

## История
Компания основана в 1902 году в Миннеаполисе Джоржем Арчером (George A. Archer) и Джоном Даниельсом (John W. Daniels) как бизнес по производству льняного масла. В 1923 году компания Archer-Daniels Linseed Company приобрела компанию Midland Linseed Products Company, что стало началом современной Archer Daniels Midland Company. В 1924 году акции компании были размещены на Нью-Йоркской фондовой бирже. В 1930-х годах компания освоила мукомольное производство и переработку соевых бобов.
В 1950-х годах компания начала экспансию на рынки Латинской Америки и Западной Европы. В 1971 году была куплена компания Corn Sweeteners, крупный производитель фруктозного сиропа, глютенов и другого сырья для кондитерской промышленности, а также этанола. В 1974 году компания приобрела соевые плантации в Бразилии и Нидерландах, заводы по переработке в Европе и Южной Америке; общее количество сотрудников превысило 5000 человек. В 1978 году, по просьбе президента Картера во время арабского нефтяного эмбарго, Archer Daniels начал производство топливного этанола. В 1981 году была куплена Columbian Peanut Company (Колумбийская арахисовая компания). С начала 1990-х годов компания начала активно продвигать на рынок соевое мясо. В 1990 году компания начала деятельность в СССР. В 1992 году компанией был построен пилотный завод по производству биодизеля из рапса в Германии.
В 1997 году компания приобрела ряд активов в сфере производства какао и шоколада; уже через несколько лет она перерабатывалa 20 % мирового урожая какао-бобов. Также в 1997 году против компании было выдвинуто обвинение в картельном сговоре с другими производителями лизина (добавки к животным кормам) и лимонной кислоты; Archer Daniels Midland уплатила 100 млн долларов штрафа и ещё 100 млн по искам клиентов и инвесторов.
В октябре 2015 года бизнес по переработке какао был продан сингапурской компании Olam International.

## Собственники и руководство
Крупнейшими акционерами являются инвестиционные компании The Vanguard Group (9,39 %), State Farm Mutual Automobile Insurance Company (9,21 %), BlackRock (6,75 %) и State Street Corporation (5,7 %).
Хуан Рикардо Лусиано (Juan Ricardo Luciano) с 2016 года занимает посты председателя совета директоров, президента и главного исполнительного директора; также член совета директоров Eli Lilly and Company.

## Деятельность
Archer Daniels Midland производит, хранит, транспортирует, перерабатывает, торгует сельскохозяйственными продуктами. Основные подразделения по состоянию на 2020 год:
- Агросектор и масличные культуры — выращивание, торговля, транспортировка и хранение сельскохозяйственной продукции, также перерабатывает в растительные масла соевые бобы, подсолнечник, канолу, арахис, хлопок, производит биодизель.
- Углеводы — переработка кукурузы и пшеницы; производится сироп, крахмал, глюкоза, декстроза, этанол.
- Питание — производство сырья для пищевой промышленности, включая растительные протеины, ароматизаторы, красители, эмульгаторы, ферменты, а также производство питательных смесей и кормов для животных.

Хранилища и производственные мощности имеются в США, Канаде, Мексике, Бразилии, Аргентине, Парагвае, Перу, Германии, Польше, Бельгии, Чехии, Великобритании, Нидерландах, Украине, Австралии и Индии.
|                     | 2006  | 2007  | 2008  | 2009  | 2010  | 2011  | 2012  | 2013  | 2014  | 2015  | 2016  | 2017  | 2018  | 2019  | 2020  | 2021  |
| ------------------- | ----- | ----- | ----- | ----- | ----- | ----- | ----- | ----- | ----- | ----- | ----- | ----- | ----- | ----- | ----- | ----- |
| Оборот              | 36,60 | 44,02 | 69,82 | 69,21 | 61,68 | 80,68 | 89,04 | 89,80 | 81,20 | 67,70 | 62,35 | 60,83 | 64,34 | 64,66 | 64,36 | 85,25 |
| Чистая прибыль      | 1,312 | 2,154 | 1,780 | 1,684 | 1,930 | 2,036 | 1,223 | 1,342 | 2,248 | 1,849 | 1,279 | 1,595 | 1,810 | 1,379 | 1,772 | 2,709 |
| Активы              | 21,27 | 25,11 | 37,05 | 31,58 | 31,55 | 42,31 | 41,73 | 43,72 | 44,00 | 40,16 | 39,77 | 39,96 | 40,83 | 44,00 | 49,72 | 56,14 |
| Собственный капитал | 9,84  | 11,45 | 13,67 | 13,65 | 14,63 | 18,84 | 18,17 | 20,19 | 19,63 | 17,92 | 17,18 | 18,32 | 19,00 | 19,23 | 20,02 | 22,48 |

## Производство биотоплива
На конец 2005 года компания имела семь заводов по производству этанола из кукурузы. Суммарная мощность заводов 1070 млн галлонов этанола в год, что составляет 24,6 % всех этаноловых мощностей США.